# Olaf Levonen

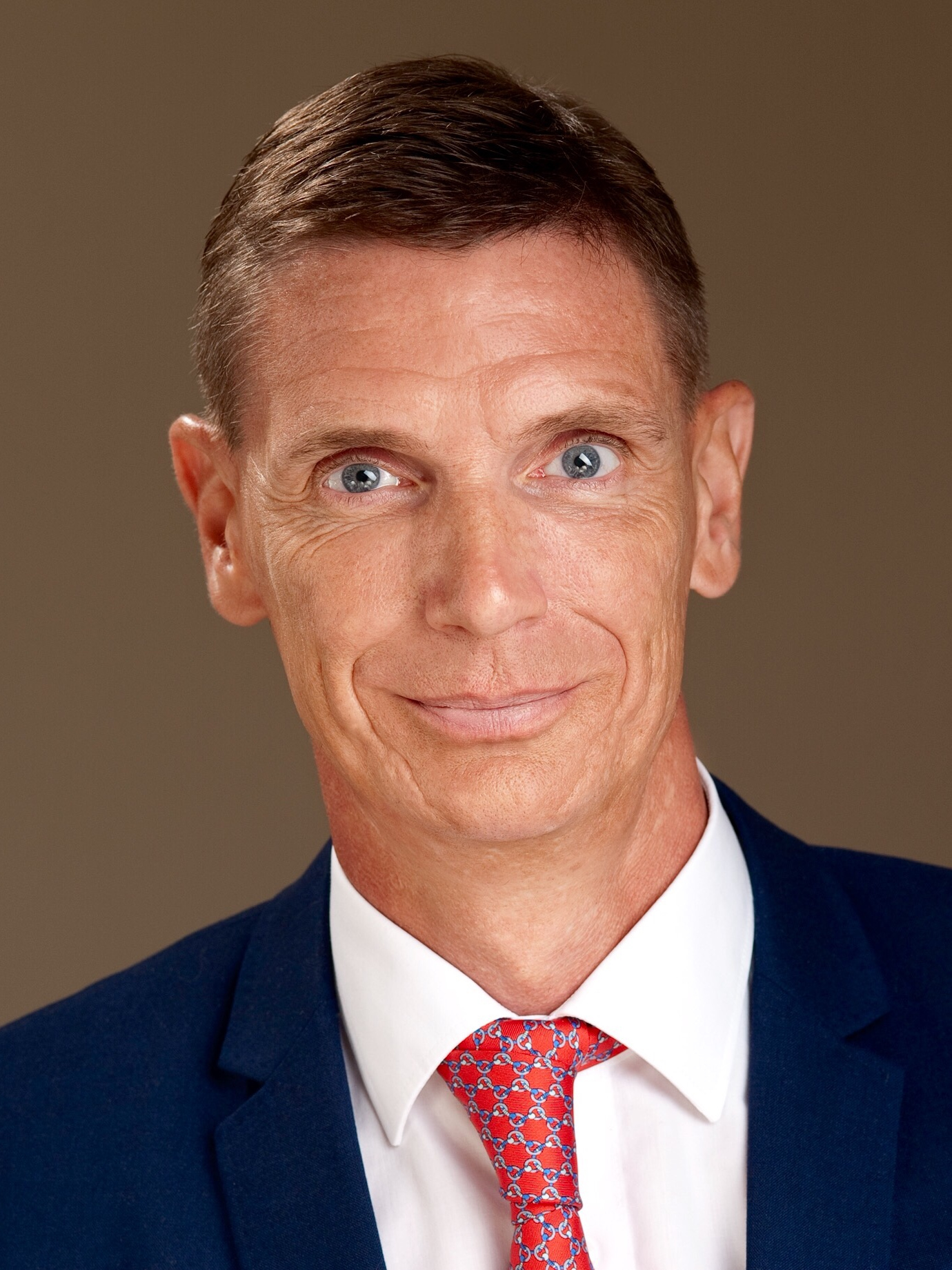
Olaf Levonen (2016)

Olaf Levonen (* 29. Dezember 1966 in Alfeld (Leine)) ist ein deutscher Politiker (SPD) und war zwischen 2016 und 2021 Landrat des Landkreises Hildesheim.

## Herkunft, Familie und Ausbildung
Olaf Levonen verbrachte seine gesamte Kindheit und Jugend in seiner Geburtsstadt. Er lebt mit seiner Ehefrau in Ummeln.
Levonen absolvierte nach dem Ablegen des Zertifikatskurses Hochschulfachökonom (AKAD) an der damaligen privaten AKAD-Fachhochschule in Pinneberg ein Fernstudium der Betriebswirtschaftslehre mit dem Abschluss Diplom-Kaufmann (FH). Nach Abschluss des Diplom-Studiums und einem weiteren Fernstudium zum Master of Public Administration (MPA) in Verwaltungswirtschaft erwarb er im Rahmen eines postgradualen Fernstudiums am DISC - Distance and Independent Studies Center der Technischen Universität Kaiserslautern den Abschluss eines Master of Commercial Law (LL.M. com.) in Wirtschaftsrecht für die Unternehmenspraxis, einem praxisorientierten Ergänzungsstudiengang für Nicht-Juristen.
Levonen ist seit 1983 in unterschiedlichen Positionen in der Kreisverwaltung des Landkreises Hildesheim tätig. Seit 2011 war er als Erster Kreisrat hauptamtlicher Vertreter des damals amtierenden Landrates Reiner Wegner (ebenfalls SPD). Er wurde 2016 zum hauptamtlichen Landrat des Landkreises Hildesheim gewählt und trat damit die Nachfolge von Reiner Wegner an.
Neben seiner Tätigkeit als kommunaler Wahlbeamter ist er unter anderem als Präsident des Kuratoriums der Paul-Feindt-Stiftung, Vorsitzender des Volksbundes Deutsche Kriegsgräberfürsorge, Kreisverband Hildesheim Land sowie als Vizepräsident des Lions Club Hildesheim tätig.
Von 1999 bis 2006 war er zudem Geschäftsführer der SPD-Kreistagsfraktion Hildesheim sowie von 2009 bis 2016 Geschäftsführer der Krankenhaus Alfeld GmbH. Seit 2019 ist er Geschäftsführer der Paul Feindt Biotoppflege GmbH.

## Öffentliche Kritik

### Vorgänge um gefälschtes Doktorat
Wie Recherchen der Alfelder Zeitung ergaben, führte Levonen ab 2020 einen nicht anerkannten Doktorgrad. Seine Dissertation habe er bei der karibischen „Titelfabrik“ Selinus University of Science and Literature Ltd. eingereicht. Sein als Doktorvater ausgewiesener Betreuer Salvatore Fava, der auch gleichzeitig Präsident der Einrichtung ist und selbst nur über Abschlüsse der Selinus Ltd. beziehungsweise anderer Titelmühlen verfügt, wäre ferner aufgrund fehlender akademischer Qualifikationen nicht zur Betreuung von Promotionsvorhaben an ordentlichen Hochschulen berechtigt.
In einer Stellungnahme setzte Levonen die Vorgänge um seine angebliche Promotion in Zusammenhang mit hohem beruflichen Druck und persönlichem Ehrgeiz und erklärte, er hätte die Einrichtung genauer prüfen müssen. Den Doktortitel wollte er zukünftig nicht mehr führen. Die Selinus Ltd. gibt auf ihrer Webseite an, dass es sich nicht um eine regulierte, sondern vielmehr um eine freie Einrichtung handle, welche in keinem Land der Welt als Hochschule anerkannt ist und die erworbenen Diplome lediglich einen symbolischen Charakter haben.

### Fälschliche Verwendung der Bezeichnung „Professor“
Nachdem Levonen im März 2020 der vermeintliche Doktorgrad der Selinus Ltd. verliehen wurde, bewarb er sich bei der privaten staatlich anerkannten maltesischen Hochschule Pegaso International University als Lehrbeauftragter für Marketinggeschichte. Da ein Doktorgrad für den Lehrauftrag nicht relevant war, wurde bei der Sichtung der Unterlagen zunächst nicht festgestellt, dass dieser von einer nicht anerkannten Einrichtung verliehen wurde. In der Folge wurde Levonen nach Abschluss des Bewerbungsverfahrens als freiberuflicher Dozent für History of Marketing in der Fernlehre an die Einrichtung berufen.
In der Öffentlichkeit trat Levonen allerdings als Professor oder Honorarprofessor auf und führte somit Hochschultätigkeitsbezeichnungen, welche ihm tatsächlich nie verliehen wurden. Bei Bekanntwerden der Umstände um die missbräuchliche Führung der akademischen Bezeichnungen kündigte die Hochschule Levonen den Lehrauftrag, um Reputationsschäden von der Einrichtung abzuwenden.

### Vorwürfe in Bezug auf Auftragsvergaben
In der Debatte um Levonens Doktorarbeit wurde bekannt, dass dieser in seiner Funktion als Landrat allein darüber entschieden hatte, eine Unternehmensberatung aus Braunschweig damit zu beauftragen, eine Arbeitgebermarke für den Landkreis Hildesheim zu entwickeln. Deren Zielsetzung sei auch Thema in Levonens als Doktorarbeit bezeichneter Ausarbeitung gewesen.
Darüber hinaus soll ein Gesellschafter der Unternehmensberatung gegenüber der Alfelder Zeitung erklärt haben, dass er Levonen bereits vor der Auftragsvergabe persönlich gekannt und mit ihm Gespräche über die Fernhochschule auf Malta geführt habe, an welcher sich Levonen in Folge erfolgreich als Dozent für Marketinggeschichte bewarb und sodann in Deutschland mitunter fälschlicherweise als Professor auftrat.

## Veröffentlichungen
- Human resource management in local government, zugleich Dissertation an der Selinus University of Science and Literature Ltd. (Roseau, Dominica), GRIN Verlag, München 2020, ISBN 978-3-34615-585-6
- Der Begriff des öffentlichen Auftraggebers nach § 98 GWB am Beispiel einer kommunalen Wohnungsbaugesellschaft, Verlag Driesen, Taunusstein 2011, ISBN 978-3-86866-126-2
- Anspruch und Wirklichkeit des kommunalen Personalmanagements: eine empirische Untersuchung am Beispiel einer niedersächsischen Kreisverwaltung, Verlag Driesen, Taunusstein 2008, ISBN 978-3-86866-056-2
- Politische Steuerung in einer modernen Kommune : dargestellt am Beispiel des Landkreises Hildesheim, Eul Verlag, Lohmar 2004, ISBN 978-3-89936-250-3